# Elecciones presidenciales de Brasil de 1960
La elección presidencial de Brasil de 1960 fue disputada por tres candidatos. Resultó elegido presidente Jânio Quadros del Partido Demócrata Cristiano, sin embargo, al votarse separadamente al vicepresidente, su compañero de lista Milton Campos fue derrotado por João Goulart del Partido Laborista Brasileiro (PTB).

## Contexto histórico
Juscelino Kubitschek fue elegido por una coalición entre el Partido Social Democrático (PSD) y el Partido Laborista Brasileño (PTB), partidos de origen getulista. Pese a la oposición de la Unión Democrática Nacional (UDN) y de algunos sectores militares, fue elegido presidente en 1955. Su toma de posesión sólo se garantizó tras la intervención del entonces ministro de Guerra, Mariscal Henrique Lott, en noviembre de ese año, tras una intento de golpe militar.
Antes de asumir el cargo, Juscelino tuvo que lidiar con una revuelta militar. El Levantamiento de Jacareacanga fue una rebelión de los militares de la Fuerza Aérea, liderados por el Mayor Haroldo Veloso y el Capitán José Chaves Lameirão, quienes tomaron la base militar de Jacareacanga en Pará. Consistió en una reacción contra la toma de posesión de Juscelino Kubitschek, siendo visto su gobierno por líderes de la revuelta como el regreso del gobierno de inspiración en Getúlio Vargas. Tiene vínculos con el movimiento golpista del 11 de noviembre, que tuvo lugar el año anterior, 1955. Comenzó la noche del 10 de febrero de 1956, cuando los dos oficiales tomaron un avión de combate AT-11 en Río de Janeiro. Durante los 19 días de revuelta, Santarém (Pará) y algunas otras pequeñas localidades fueron tomadas por los rebeldes, y el gobierno tuvo dificultades para reprender el movimiento, más aún porque la Fuerza Aérea se negó a ayudar en este proceso. El 29 del mismo mes y año finalizó la revuelta, luego de ser controlada por las tropas legalistas, con la detención de uno de sus líderes, Haroldo Veloso.
Entre las primeras propuestas políticas del gobierno de Juscelino Kubitschek estaba el Plan Goal, también llamado Programa Goal. Este plan consistió en un proyecto de desarrollo nacional con treinta y un objetivos, el trigésimo primer objetivo era la construcción de Brasilia y el traslado de la capital federal allí. Este plan se basó en estudios realizados por la Comisión Mixta Brasil-Estados Unidos entre los años 1951 y 1953. Esta comisión tuvo como objetivo identificar los puntos cruciales de estancamiento de la economía brasileña que hicieron inviable el crecimiento económico del país en un sesgo capitalista y liberal. .
El lema adoptado para el Plan de Metas fue “50 años de progreso en 5 años de logros”. El Plan de Metas pretendía operar en cinco sectores de la economía nacional y estableció varias metas para cada uno de ellos, estos sectores fueron: energía, transporte, industrias básicas, alimentación y educación. Estos tres primeros sectores mencionados recibieron el 93% de los recursos, y la educación y la alimentación representaron solo el 7% de las inversiones. El resultado más significativo del Plan de Metas fue el crecimiento del 100% en la industria nacional. Y el uso de capital extranjero para impulsar el Plan de Metas generó un desequilibrio monetario en el país. Las elevadas inversiones en desarrollo económico industrial han tenido un resultado notable. Los índices económicos lo demostraron. El país registró un crecimiento promedio en la producción industrial del 80%, y áreas como la industria de equipos de transporte crecieron en un increíble 600%. El producto interno bruto (PIB) brasileño creció en un promedio de 7% anual. Además, la tasa per cápita aumentó a un ritmo cuatro veces superior al del resto de América Latina.
La construcción de una nueva capital en el interior del país fue algo estipulado en las Constituciones desde 1889. En la Constitución de 1891, se estableció el lugar, en la sierra central del país, donde se construiría la nueva capital de Brasil. El nombre Brasilia incluso lo había sugerido José Bonifácio a principios del siglo XIX, incluso durante el reinado de Pedro I. Juscelino Kubitschek se apropió de esta idea y la llevó adelante. La construcción de Brasilia fue vista como una forma de integración económica en el interior del territorio brasileño, pero también como una forma de reforzar el nacionalismo. La construcción de la ciudad se llevó a cabo en un tiempo récord y gastó una cantidad gigantesca de dinero, ya que el presidente conocía la necesidad de completar la construcción de la ciudad durante su mandato. Los planos urbanísticos y arquitectónicos fueron diseñados por los arquitectos Lúcio Costa y Oscar Niemeyer. Al crearse una nueva capital, el antiguo Distrito Federal que abarcaba a la Ciudad de Río de Janeiro; este se convirtió en el Estado de Guanabara.
La Unión Democrática Nacional (UDN) se opuso al traslado de la capital nacional de Río de Janeiro a Brasilia, y convocó una Comisión de Encuesta Parlamentaria (CPI) para investigar las irregularidades en la construcción de Brasilia en 1958. Este CPI se pospuso hasta la inauguración de la nuevo Distrito Federal, el 21 de abril de 1960.

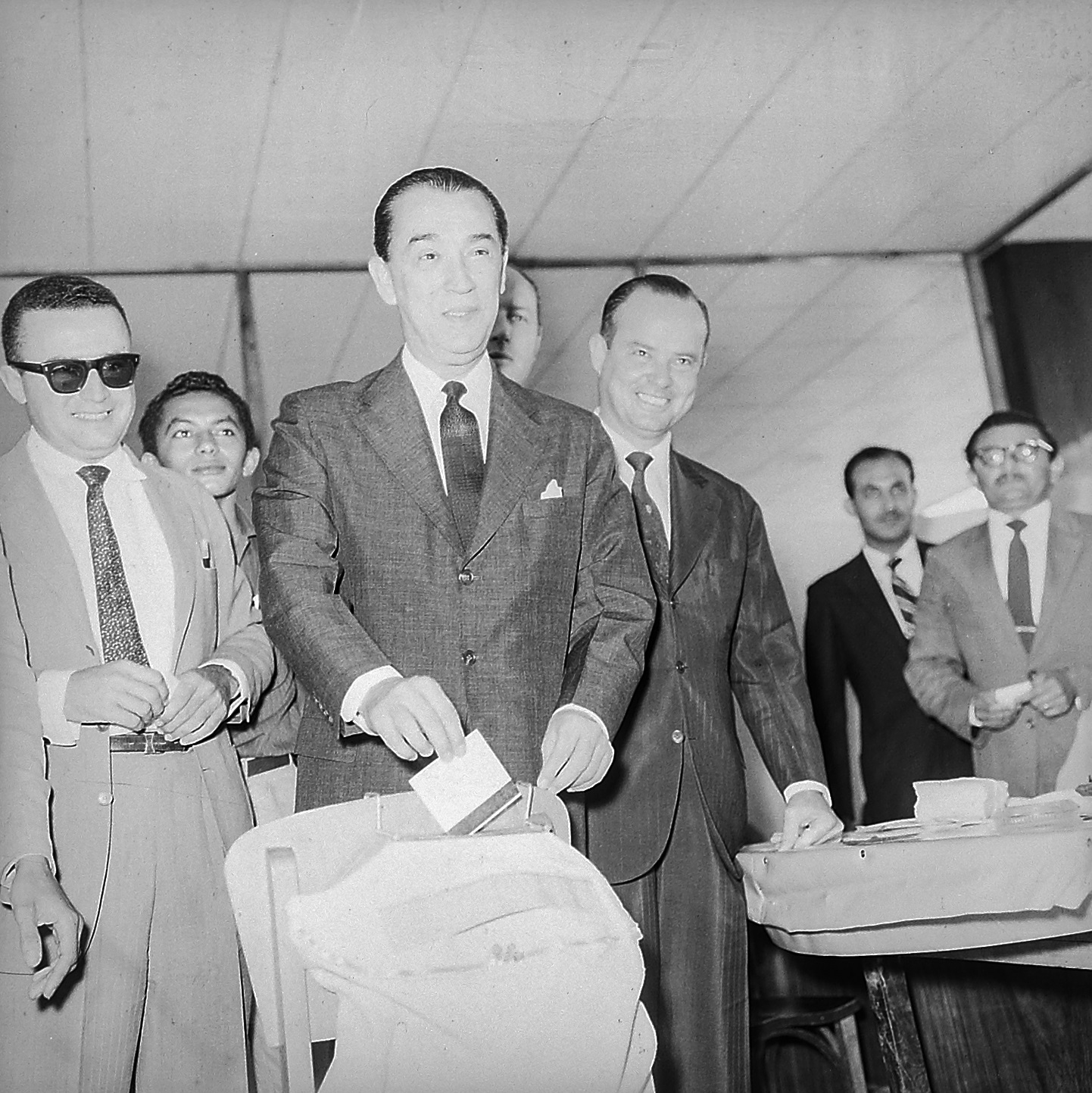
El presidente Juscelino Kubitschek vota en el Hotel Palacio Brasília en las elecciones de 1960

Las altas inversiones en el área de transporte simbolizaron la preocupación del gobierno por conectar el país de norte a sur y de este a oeste, pues era necesario ampliar las carreteras para apoyar el flujo de la producción industrial y agrícola del país. El desarrollo industrial del país, por supuesto, exigió una expansión considerable de la producción de energía de la nación y, por ello, el gobierno insertó gran parte de sus recursos en la construcción de centrales hidroeléctricas para apoyar este aumento en el consumo de energía que ocurriría con el crecimiento de la industria en Brasil.
Durante el período en el que Kubitschek fue presidente se produjo el endurecimiento de la Guerra Fría, un conflicto ideológico entre Estados Unidos y la Unión Soviética por la disputa por áreas de influencia política y económica. Por ello, el gobierno de Estados Unidos solicitó al presidente que instalara áreas militares en territorio brasileño, cediendo Fernando de Noronha para tales fines. En 1957, se propuso reanudar las relaciones comerciales con la Unión Soviética, esta propuesta fue invalidada por Lott, quien reclamó el compromiso con la seguridad nacional.
En 1958, el ministro de Finanzas, Lucas Lopes, creó el Plan de Estabilización Monetaria (PEM) para contener la inflación. El PEM impulsó la entrada de capitales extranjeros al país, generando una fuerte oposición de la izquierda. En 1959 entraron en juego las políticas de PEM y provocaron una subida del precio de los insumos básicos. Y la población se pronunció en contra de estas políticas, por lo que el ministro se comprometió a corregir algunas medidas del PEM. Y para mantener la propuesta de desarrollo económico, era necesario que el gobierno rompiera con las exigencias financieras del Fondo Monetario Internacional (FMI).

## Proceso electoral
Según la Constitución Federal de 1946, el mandato del presidente sería de cinco años. Se concedió el derecho al voto a todos los brasileños mayores de dieciocho años de ambos sexos, pero se prohibía votar a los analfabetos. También se determinó que la elección para presidente y vicepresidente se llevaría a cabo por separado.

## Candidatos
Como candidato de gobierno inicialmente del Partido Socialdemócrata (PSD), y habiendo recibido el apoyo de los partidos de centro izquierda, el Partido Laborista Brasileño (PTB), el Partido Social Laborista (PST), el Partido Socialista Brasileño (PSB), y del Partido Republicano Laborista (PRT), se lanzó la candidatura del mariscal Henrique Lott, exministro que se había destacado por garantizar la toma de posesión del presidente Juscelino Kubitschek, cinco años antes. El entonces vicepresidente João Goulart, volvió a postularse para el cargo de vicepresidente.
El Partido Social Progresista, sin haber formado una coalición, volvió a lanzar a Adhemar de Barros, entonces alcalde de São Paulo y exgobernador, pero sobre bases más sólidas.
La sensación de la elección fue el irresistible ascenso del populista de derecha Jânio Quadros. Este último, de un oscuro maestro en São Paulo, donde fue concejal y alcalde, se convirtió en gobernador del Estado, con fama de lucha contra la corrupción Fue lanzado por el pequeño Partido Nacional Laborista (PTN) y el Partido Demócrata Cristiano (PDC), poco a poco fue ganando adherencia en otros pequeños subtítulos como el Partido Republicano (PR) y el Partido Libertador (PL). Finalmente, la derecha UDN vio en Jânio la oportunidad de llegar al poder. Ganaría las elecciones con el 48% de los votos válidos y una gran votación, incluso con el apoyo del PTB, y de la clase popular, habiendo formado el movimiento 'Jan-Jan' (Jânio y Jango). En las elecciones resultó electo nuevamente el vicepresidente João Goulart, derrotado por el candidato de la Unión Democrática Nacional (UDN), Milton Campos.
La elección de Jânio también estuvo acompañada de triunfos de la UDN en Guanabara, con Carlos Lacerda derrotando a Petebista Sérgio Magalhães, y la inesperada victoria de Magalhães Pinto para gobernador en Minas Gerais, con poco margen, sobre Tancredo Neves del PSD.
La elección de 1960 se caracterizó por una gran participación, muchas marchas y el uso de símbolos como las escobas (seguidores de Jânio, llamados janistas), espadas (seguidores de Lott), el trébol (seguidores de Adhemar de Barros, llamados ademaristas) y mayor uso de la televisión como medio publicitario.
El Movimiento Laborista Renovador y el Partido Demócrata Cristiano (PDC) lanzaron al disidente del PTB Fernando Ferrari como vicepresidente.

## Campaña
Fue en 1960, en la campaña de Jânio Quadros, cuando la televisión se asoció por primera vez con las elecciones. Así apareció la primera propaganda electoral televisiva. Durante veinticuatro segundos, una familia de tres, madre, padre e hijo, aparecen sentados a la mesa desayunando. En esto, la madre y el padre comentan el aumento del precio de la leche, y el padre termina diciendo: Sí, la manera de cambiar es votar por Jânio. Hubo poca cobertura televisiva en ese momento, pero fueron suficientes para llegar a los formadores de opinión. Jânio también habría tomado el relevo un año antes, a pedido del entonces dueño de TV Record Paulo Machado de Carvalho, programa de entrevistas donde se hablaba de los problemas del país.
Una de las razones de la victoria de Jânio fue su típica forma populista de querer representar la igualdad con el pueblo. Hablaba el idioma de la gente sencilla, caminaba con el pelo despeinado, con la chaqueta llena de polvo y comiendo bocadillos de mortadela en los andenes donde pronunciaba sus discursos. Afirmó ser católico, anticomunista, a favor de la familia y la moralización de la sociedad. También estaba el movimiento 'Jan-Jan' (Jânio y Jango), que aprovechando que el vicepresidente en aquel entonces se votaba por separado del presidente, propugnaba votar por Quadros y por el candidato a vicepresidente de Lott, Jango Goulart.

## Resultados

### Presidente de la República

Resultado para la elección de vicepresidente.

| Elección para Presidente                     | Elección para Presidente | Elección para Presidente |
| Candidato                                    | Votos                    | %                        |
| -------------------------------------------- | ------------------------ | ------------------------ |
| Jânio Quadros (PTN/UDN/PR/PL/PDC)            | 5.636.623                | 48,26%                   |
| Henrique Teixeira Lott (PSD/PTB/PST/PSB/PRT) | 3.846.825                | 32,94%                   |
| Adhemar de Barros (PSP)                      | 2.195.709                | 18,79%                   |
|                                              |                          |                          |
| Votos válidos                                | 11.679.157               | 95.14%                   |
| Votos en blanco                              | 433.391                  | 3.44%                    |
| Votos nulos                                  | 473.806                  | 1.42%                    |
| Total                                        | 12.586.354               | 100.00%                  |
| Registrados/Participación                    | 15.243.246               | 82.57%                   |
| Fonte:                                       |                          |                          |

Nota: En negrita, el candidato vencedor
| Estados/Territorios ganados por Jânio Quadros          |
| Estados/Territorios ganados por Henrique Teixeira Lott |
| Estado ganado por Adhemar de Barros                    |

| Estado/Territorio   | Jânio Quadros | Henrique Lott | Adhemar de Barros | Válidos    | Blancos | Nulos   | Emitidos   |
| ------------------- | ------------- | ------------- | ----------------- | ---------- | ------- | ------- | ---------- |
| Acre                | 5.496         | 4.336         | 783               | 10.615     | 283     | 459     | 11.357     |
| Alagoas             | 53.835        | 32.253        | 25.926            | 112.014    | 7.819   | 4.143   | 123.976    |
| Amapá               | 2.845         | 3.971         | 105               | 6.921      | 189     | 169     | 7.279      |
| Amazonas            | 23.812        | 32.324        | 2.202             | 58.338     | 1.596   | 3.528   | 63.462     |
| Bahia               | 255.530       | 232.391       | 47.824            | 535.745    | 19.931  | 29.202  | 584.878    |
| Ceará               | 189.372       | 184.118       | 27.668            | 401.158    | 13.152  | 21.814  | 436.124    |
| Distrito Federal    | 7.518         | 10.444        | 1.813             | 19.775     | 779     | 1.288   | 21.842     |
| Espírito Santo      | 88.900        | 59.805        | 31.705            | 180.410    | 5.144   | 8.955   | 194.509    |
| Goiás               | 125.427       | 126.671       | 22.338            | 274.436    | 23.744  | 20.100  | 318.280    |
| Guanabara           | 418.813       | 287.836       | 250.117           | 956.766    | 28.720  | 14.899  | 1.000.385  |
| Maranhão            | 56.727        | 81.102        | 72.456            | 210.285    | 11.201  | 13.563  | 235.049    |
| Mato Grosso         | 77.531        | 58.448        | 7.398             | 143.377    | 7.866   | 4.834   | 156.077    |
| Minas Gerais        | 692.044       | 679.951       | 183.599           | 1.555.594  | 88.266  | 84.595  | 1.728.455  |
| Pará                | 102.175       | 90.261        | 18.074            | 210.510    | 12.683  | 9.439   | 232.632    |
| Paraíba             | 143.408       | 104.725       | 18.349            | 266.482    | 10.345  | 9.485   | 286.312    |
| Paraná              | 369.737       | 122.360       | 163.810           | 655.907    | 45.946  | 21.756  | 723.609    |
| Pernambuco          | 226.211       | 185.136       | 34.626            | 445.973    | 13.027  | 24.606  | 483.606    |
| Piauí               | 53.172        | 61.061        | 7.780             | 122.013    | 4.638   | 5.682   | 132.333    |
| Rio Branco          | 1.906         | 2.057         | 98                | 4.061      | 103     | 137     | 4.301      |
| Río de Janeiro      | 245.655       | 249.707       | 146.485           | 641.847    | 15.320  | 29.705  | 686.872    |
| Rio Grande do Norte | 96.598        | 95.721        | 15.646            | 207.965    | 9.890   | 7.733   | 225.588    |
| Rio Grande do Sul   | 541.331       | 431.497       | 214.963           | 1.187.791  | 33.501  | 42.159  | 1.263.451  |
| Rondônia            | 1.240         | 1.741         | 2.301             | 5.282      | 148     | 165     | 5.595      |
| Santa Catarina      | 226.370       | 221.813       | 41.706            | 489.889    | 23.241  | 10.917  | 524.047    |
| São Paulo           | 1.588.593     | 441.755       | 855.093           | 2.885.441  | 53.589  | 101.639 | 3.040.669  |
| Sergipe             | 42.377        | 45.341        | 2.844             | 90.562     | 2.270   | 2.834   | 95.666     |
| Total               | 5.636.623     | 3.846.825     | 2.195.709         | 11.679.157 | 433.391 | 473.806 | 12.586.354 |

### Vicepresidente de la República
| Elección para Vicepresidente       | Elección para Vicepresidente | Elección para Vicepresidente |
| Candidato                          | Votos                        | %                            |
| ---------------------------------- | ---------------------------- | ---------------------------- |
| João Goulart (PSD/PTB/PST/PSB/PRT) | 4.547.010                    | 41.63%                       |
| Milton Campos (UDN/PR/PL/PTN)      | 4.237.719                    | 38.80%                       |
| Fernando Ferrari (MTR/PDC)         | 2.137.382                    | 19.57%                       |
|                                    |                              |                              |
| Votos válidos                      | 10.922.111                   | 86.78%                       |
| Votos en blanco                    | 1.305.865                    | 10.37%                       |
| Votos nulos                        | 358.378                      | 2.85%                        |
| Total                              | 12.586.354                   | 100.00%                      |
| Registrados/Participación          | 15.243.246                   | 82.57%                       |
| Fonte:                             |                              |                              |

Nota: En negrita, el candidato vencedor.
| Estados/Territorios ganados por João Goulart  |
| Estados/Territorios ganados por Milton Campos |
| Estadosganados por Fernando Ferrari           |

| Estado/Territorio   | João Goulart | Milton Campos | Fernando Ferrari | Válidos    | Blancos   | Nulos   | Emitidos   |
| ------------------- | ------------ | ------------- | ---------------- | ---------- | --------- | ------- | ---------- |
| Acre                | 6.360        | 2.572         | 1.163            | 10.095     | 945       | 317     | 11.357     |
| Alagoas             | 46.275       | 39.009        | 18.522           | 103.806    | 16.779    | 3.391   | 123.976    |
| Amapá               | 5.158        | 620           | 937              | 6.715      | 448       | 116     | 7.279      |
| Amazonas            | 32.451       | 8.821         | 14.274           | 55.546     | 4.985     | 2.931   | 63.462     |
| Bahia               | 232.135      | 217.141       | 67.735           | 517.011    | 44.575    | 23.292  | 584.878    |
| Ceará               | 199.026      | 163.888       | 30.933           | 393.847    | 27.082    | 15.195  | 436.124    |
| Distrito Federal    | 10.134       | 5.686         | 2.797            | 18.617     | 2.185     | 1.040   | 21.842     |
| Espírito Santo      | 71.186       | 66.374        | 34.921           | 172.481    | 16.213    | 5.815   | 194.509    |
| Goiás               | 130.786      | 94.392        | 28.678           | 253.856    | 50.373    | 14.051  | 318.280    |
| Guanabara           | 243.044      | 307.057       | 211.710          | 761.811    | 224.938   | 13.636  | 1.000.385  |
| Maranhão            | 102.267      | 35.773        | 61.966           | 200.006    | 25.250    | 9.793   | 235.049    |
| Mato Grosso         | 59.497       | 60.679        | 14.924           | 135.100    | 15.516    | 5.461   | 156.077    |
| Minas Gerais        | 660.337      | 667.573       | 132.202          | 1.460.112  | 207.052   | 61.291  | 1.728.455  |
| Pará                | 94.609       | 56.268        | 46.111           | 196.988    | 26.529    | 9.115   | 232.632    |
| Paraíba             | 122.471      | 103.909       | 26.269           | 252.649    | 26.413    | 7.250   | 286.312    |
| Paraná              | 219.006      | 194.670       | 133.483          | 547.159    | 161.261   | 15.189  | 723.609    |
| Pernambuco          | 182.496      | 184.450       | 67.307           | 434.253    | 31.324    | 18.029  | 483.606    |
| Piauí               | 62.110       | 47.324        | 10.637           | 120.071    | 7.984     | 4.278   | 132.333    |
| Rio Branco          | 1.844        | 1.114         | 1.016            | 3.974      | 190       | 137     | 4.301      |
| Río de Janeiro      | 272.434      | 223.103       | 133.208          | 628.745    | 35.605    | 22.522  | 686.872    |
| Rio Grande do Norte | 96.325       | 83.464        | 22.290           | 202.079    | 18.215    | 5.294   | 225.588    |
| Rio Grande do Sul   | 472.902      | 143.509       | 557.425          | 1.173.836  | 56.929    | 32.686  | 1.263.451  |
| Rondônia            | 2.096        | 754           | 2.126            | 4.976      | 482       | 137     | 5.595      |
| Santa Catarina      | 235.557      | 174.509       | 58.873           | 468.939    | 46.316    | 8.792   | 524.047    |
| São Paulo           | 940.638      | 1.314.907     | 454.801          | 2.710.346  | 253.954   | 76.369  | 3.040.669  |
| Sergipe             | 45.866       | 40.153        | 3.074            | 89.093     | 4.322     | 2.251   | 95.666     |
| Total               | 4.547.010    | 4.237.719     | 2.137.382        | 10.922.111 | 1.305.865 | 358.378 | 12.586.354 |

## Consecuencias
Después de su elección, Jânio Quadros gobernó por sólo siete meses, desde el 31 de enero hasta el 25 de agosto de 1961. Su gobierno fue convulsionado, y algo que realmente llamó la atención fue la condecoración del Che Guevara con la Orden del Cruzeiro do Sul, esto en plena Guerra Fría, con una fuerte paranoia anticomunista imperante en el país. En menos de un mes después del premio, Jânio dimitió. Las razones habrían sido la oposición que enfrentó Jânio, pero otra versión afirma que Jânio habría intentado dar un golpe de Estado. Esperaba que el Congreso Nacional no aceptara su carta de renuncia porque creía que se negaría a tomar posesión a su vicepresidente, João Goulart, y que pediría su regreso y, por lo tanto, acabaría con la oposición. Sin embargo, el Congreso aceptó la renuncia.
La Constitución decía que el vicepresidente debería asumir el cargo de presidente si el titular no pudiera ejercer el cargo. João Goulart, estaba en China, y en su lugar asumío el presidente de la Cámara de Diputados, Ranieri Mazzilli. Goulart había sido elegido democráticamente, pero pertenecía a un partido de oposición al gobierno de Quadros, tal situación fue posible debido a que la elección para presidente y vicepresidente se realizó en papeletas separadas. Muchos militares estaban en contra de la posesión de Jango, porque creían que era una amenaza para el país por sus supuestos vínculos políticos con el comunismo, aunque João Goulart estaba ideológicamente más cerca de la obra de Getúlio Vargas. A través de la campaña de legalidad liderada por el gobernador de Rio Grande do Sul Leonel Brizola, quien era cuñado de Jango, logra hacerse cargo del sistema parlamentario con Tancredo Neves como primer ministro. En 1963, se celebra un plebiscito para la elección entre parlamentarismo y presidencialismo. Ganó el presidencialismo y el jefe de gobierno vuelve a ser Jango.
Jango anuncia una serie de reformas de base y, temiendo que se llevaran a cabo sobre la base del comunismo, los militares brasileños llevaron a cabo un Golpe Militar en 1964 con el apoyo de Estados Unidos. Después de eso, Brasil vivió un período dictatorial (1964-1985) marcado por persecuciones políticas.
“... si [Lott] hubiera sido presidente de Brasil, habría establecido un gobierno de legibilidad y respeto por la persona humana, y un vínculo con los partidos políticos, porque era un demócrata sincero, inteligente y honorable. Con Lott en la presidencia, no hubiéramos tenido una dictadura militar durante veinte años, no tendríamos una bancarrota nacional. Nada de esto habría sucedido." Jânio Quadros.